# چاربدراسان
چاربدراسان (به لاتین: Charbhadrasan) یک منطقهٔ مسکونی در بنگلادش است که در ناحیه فریدپور واقع شده‌است. چاربدراسان ۱۴۱٫۵۹ کیلومتر مربع مساحت و ۶۹٬۸۷۶ نفر جمعیت دارد و ۸ متر بالاتر از سطح دریا واقع شده‌است.